# 坪洲碼頭

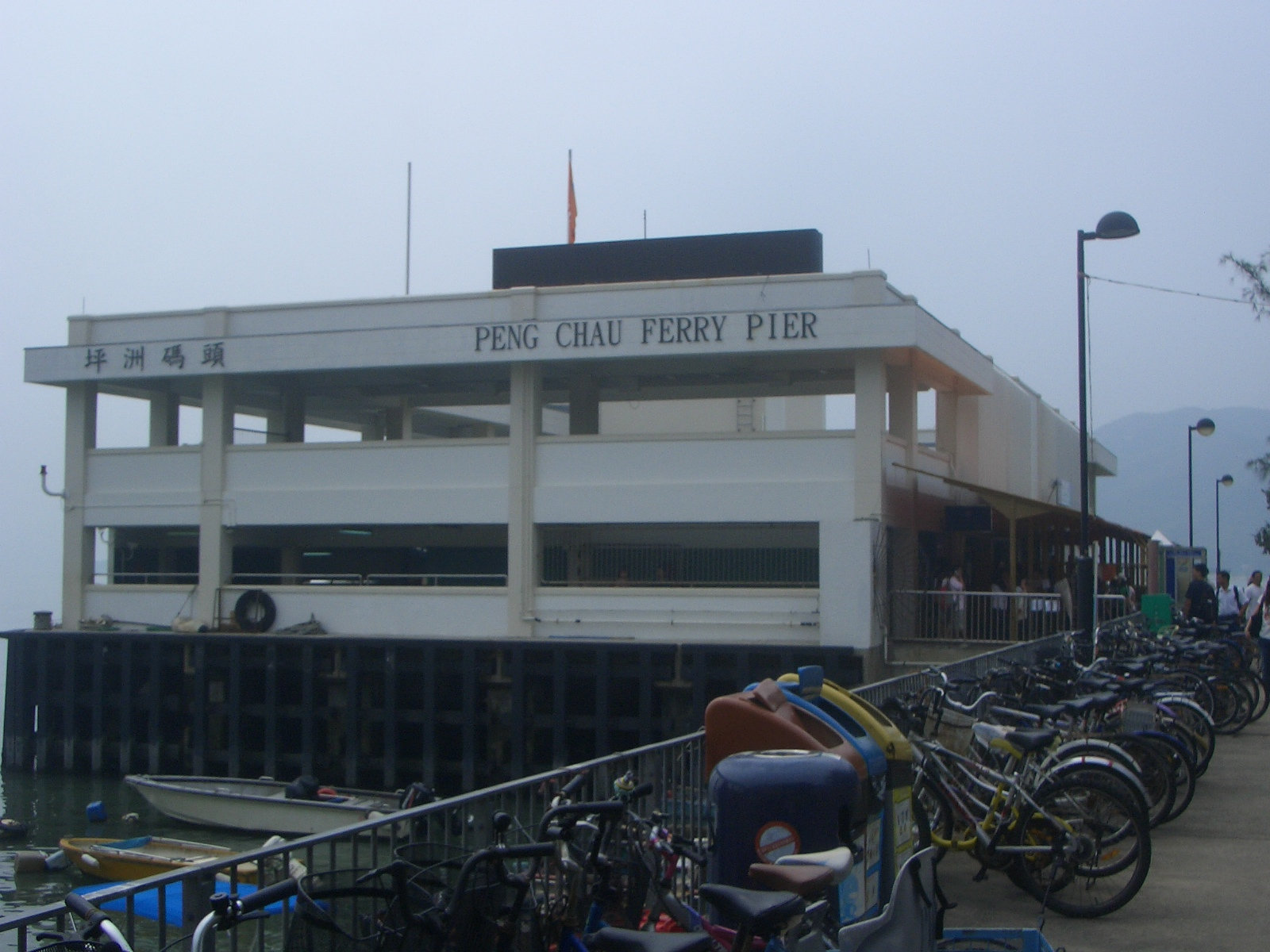
坪洲碼頭

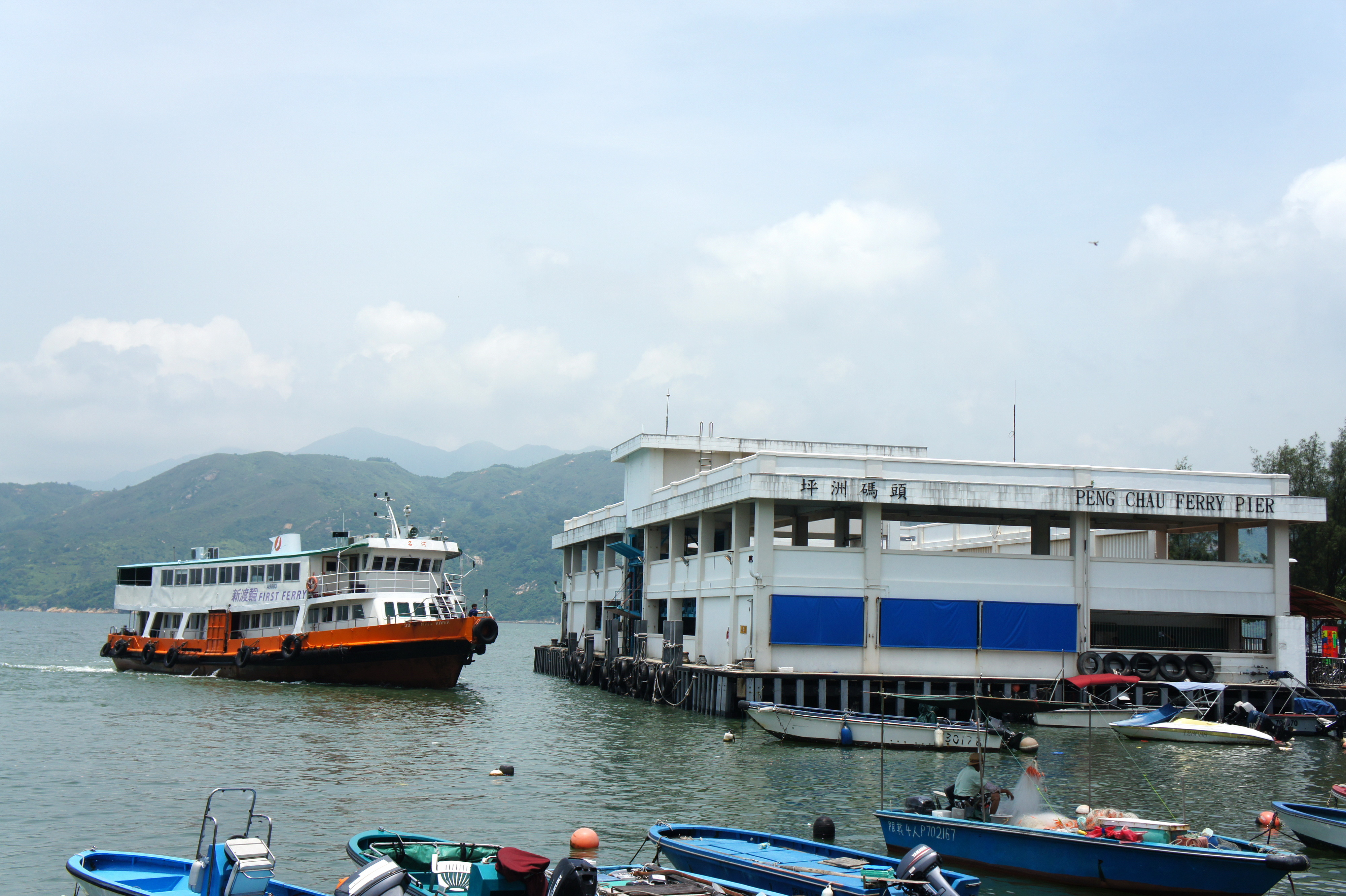
坪洲碼頭和新世界第一渡輪「名河」

坪洲碼頭（英語：Ping Chau Ferry Pier）是一個渡輪碼頭，位於香港坪洲露坪街，建於1984年1月16日，亦有指建於1983年，面積約1050平方米，每日平均客流量為8400人次，僅次於長洲渡輪碼頭和榕樹灣碼頭。
現在，坪洲碼頭由港九小輪投得往返中環專營權，部分航班更往返喜靈洲。此外還有橫水渡（Inter Islands）服務，由新渡輪經營。
港九小輪經營的坪洲渡輪服務，分為快船和大船兩種。大船的即為慢船，船艙有冷氣及室外設有貨位。而快船不能載貨。
政府計劃翻新坪洲渡輪碼頭，以提升碼頭設施和改善候船環境，預計2024年第二季開始施工，2026年完工。碼頭翻新後將增設儲物室、休息室、育嬰室和洗手間，亦會翻新候船區以及重新佈置碼頭的空間。